# نیونهام آن سورن
نیونهام آن سورن (به انگلیسی: Newnham on Severn) یک روستا در بریتانیا است که در Newnham واقع شده‌است. نیونهام آن سورن ۱٬۲۹۶ نفر جمعیت دارد.